# Citroën XM
Citroën XM — автомобіль верхнього середнього класу від французького автовиробника Citroën, який виготовлявся з весни 1989 до осені 2000 року. Хетчбек XM («Berline») розроблений в Ренні (Бретань) Франція, восени 1991 року представлений універсал («Break»), який вироблявся компанією Heuliez.
Як і Citroën DS, Citroën GS та попередня модель — Citroën CX, XM оснащався гідропневматичною підвіскою, її вдосконаленою версією — Hydractive. Вона зробила XM першим серійним автомобілем з підвіскою з електронним управлінням.
Всього виготовлено 333,405 автомобілів.

## Історія
XM був розроблений трьома конструкторськими бюро: Citroën, Peugeot і агентстві Bertone. У новій моделі проглядалася безпомилкова подібність з тілом лінії Citroën SM, купе, яке випускалося з літа 1970 р. до весни 1975 року. Втім, можна зазначити, що багатогранний дизайн XM, подібний стрілі, був подальшим розвитком концепції Citroen BX від відомого італійського дизайнера Марчелло Гандіні, «батька» Lamborghini Countach.
XM був представлений на автомобільній виставці «IAA» у Франкфурті у вересні 1989 року, в тому ж році було продано 2000 екземплярів лише тільки у Федеративній Республіці Німеччина. Також XM обраний автомобілем 1990 року. В 1991 і 1992 роках читачі німецького журналу «Auto Motor Und Sport», присвоїли XM титул «найкращий імпортний автомобіль у своєму класі».
Перша серія (Y3) вироблялася з травня 1989 до липня 1994 року, друга (Y4) — з серпня 1994 до жовтня 2000 року.
В ході змін, проведених в 1994 році, була встановлена система, що дозволяє автоматиці самостійно змінювати кліренс залежно від умов їзди і типу дорожніх поверхонь. Існує безліч упереджень щодо підвіски «Hydractive», але насправді в процесі експлуатації проблеми з нею виникають вкрай рідко. У комплектаціях Сітроен ХМ високого рівня доступні електричні склопідйомники і функція регулювання рульової колонки по висоті. Всі матеріали, використовувані в оздобленні, високоякісні і зносостійкі.
Спочатку XM виготовлявся тільки як хетчбек. З листопада 1991 року він почав продаватися в версії універсал з великим багажником під назвою XM Break.
Модель XM була запропонована виробником як лімузин. XM Break був перебудований в машини швидкої допомоги і катафалки.
Електроніка в серії Y3 була переглянута двічі. Друга серія Y4 XM з підвіскою Hydractive II вважається зрілою і надійною.
Якщо у моделі Citroen CX було використане заднє увігнуте скло, яке згодом «успадкувала» модель C5 (RD/TD), то модель XM запам'яталася так званим «13 склом», яке відділяло салон хетчбеку від багажника. Варто відзначити, що згодом інженери Skoda використали цю ідею у своїй флагманській моделі Superb, допрацювавши і назвавши її — Twindoor.

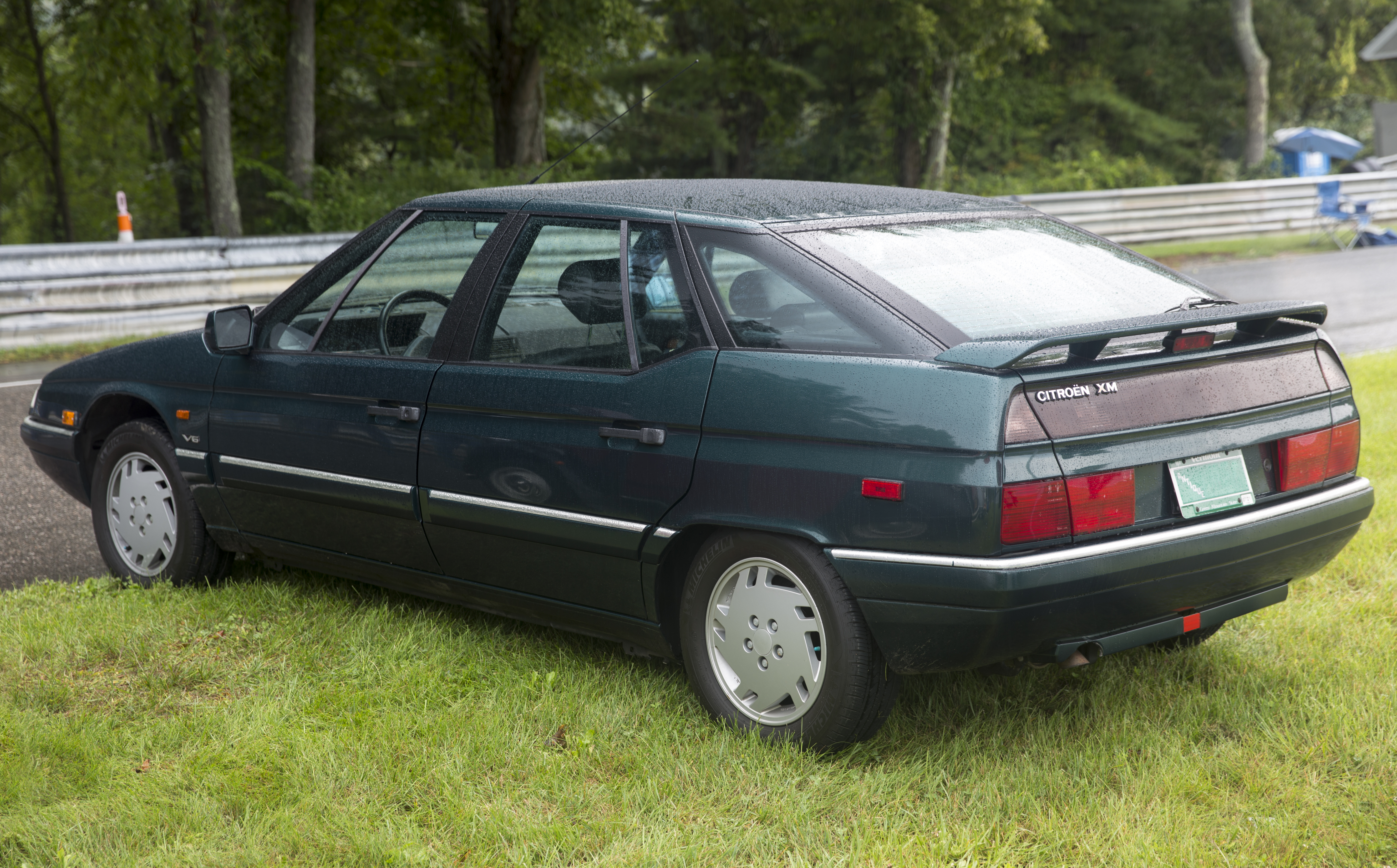
Citroën XM (1989-1994)
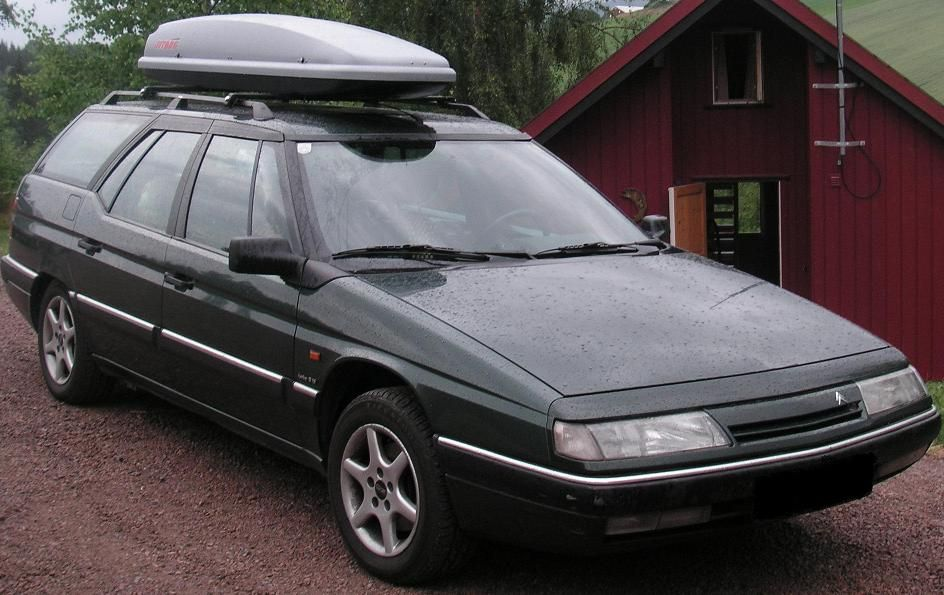
Citroën XM Break (1991-1994)
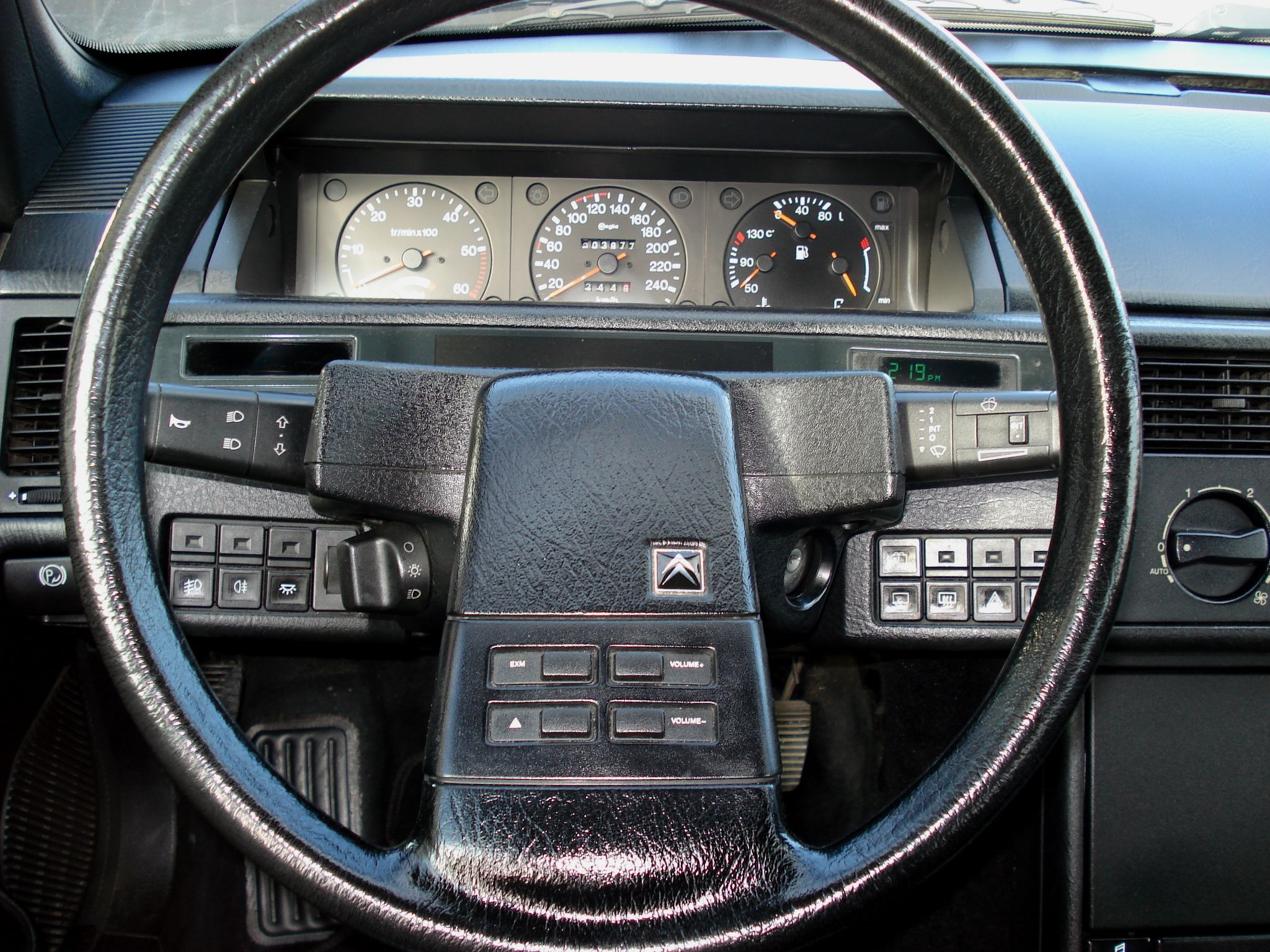
Салон Citroën XM

## Фейсліфтинг
Візуальний і технічний перегляд Citroën XM відбувся в основному в липні 1994 року.

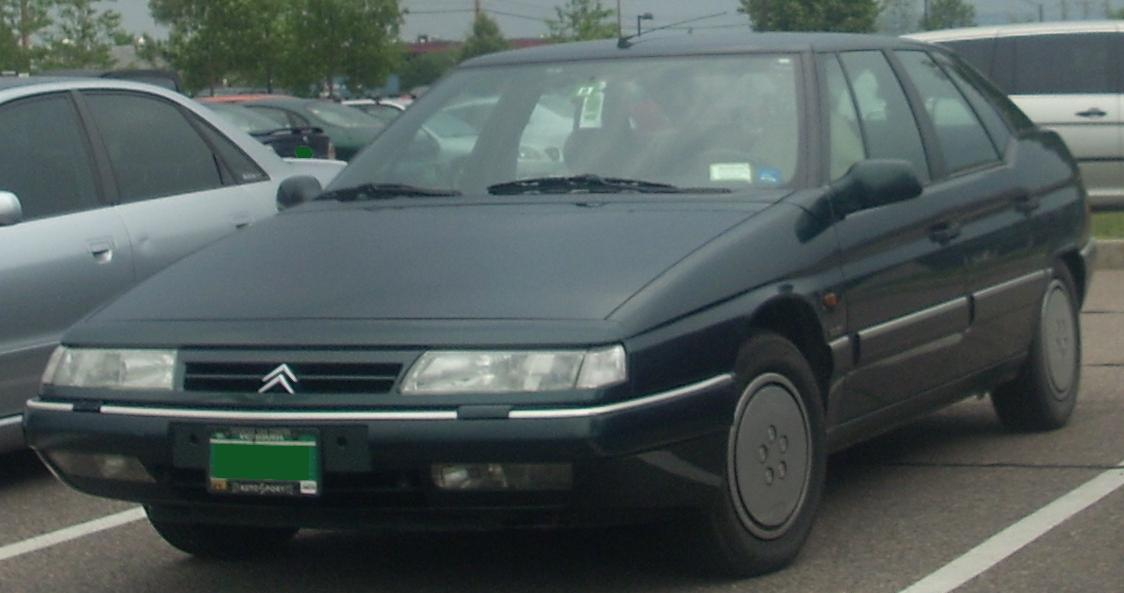
Citroën XM (1994-2000)
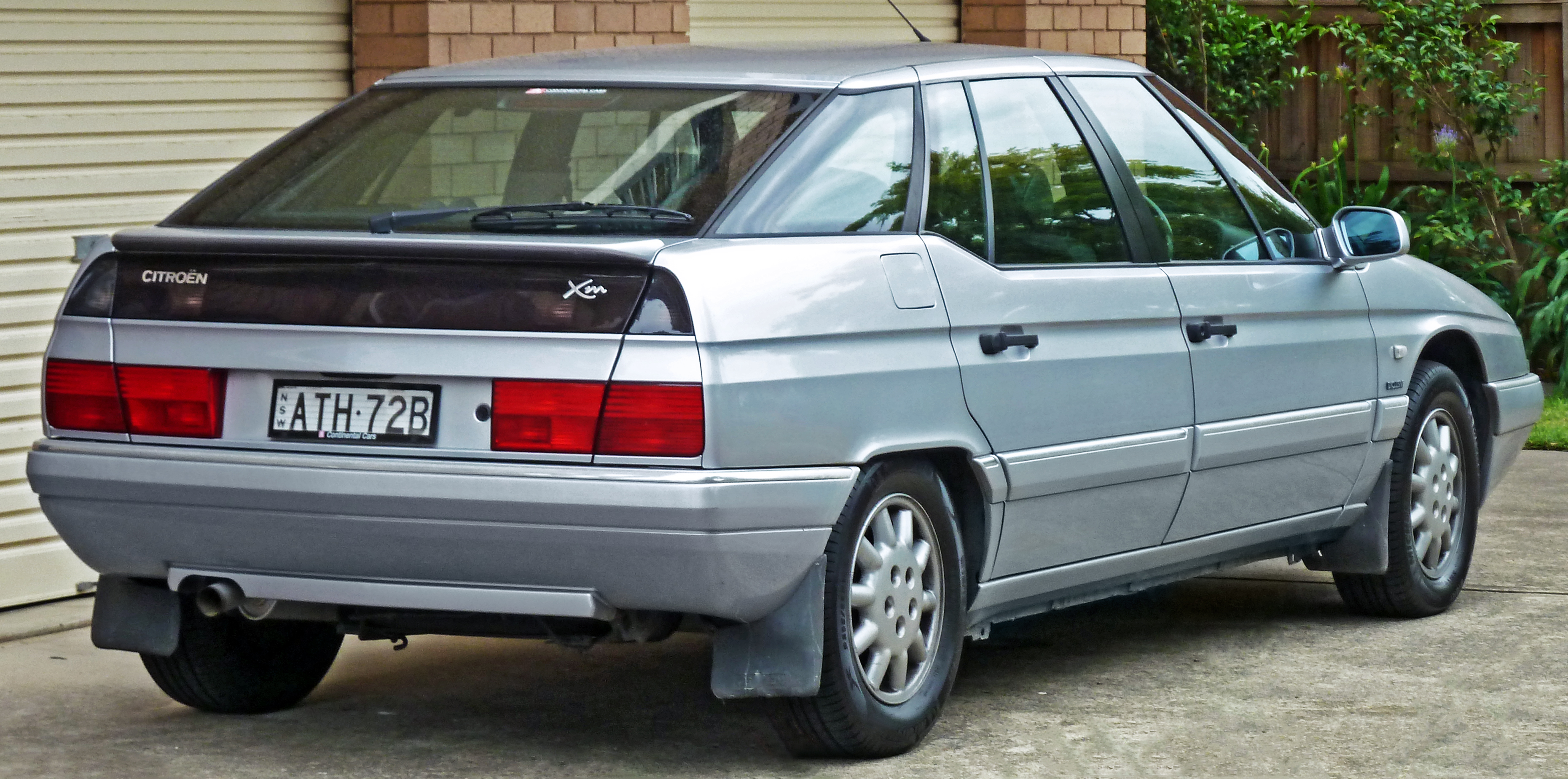
Citroën XM (1994-2000)
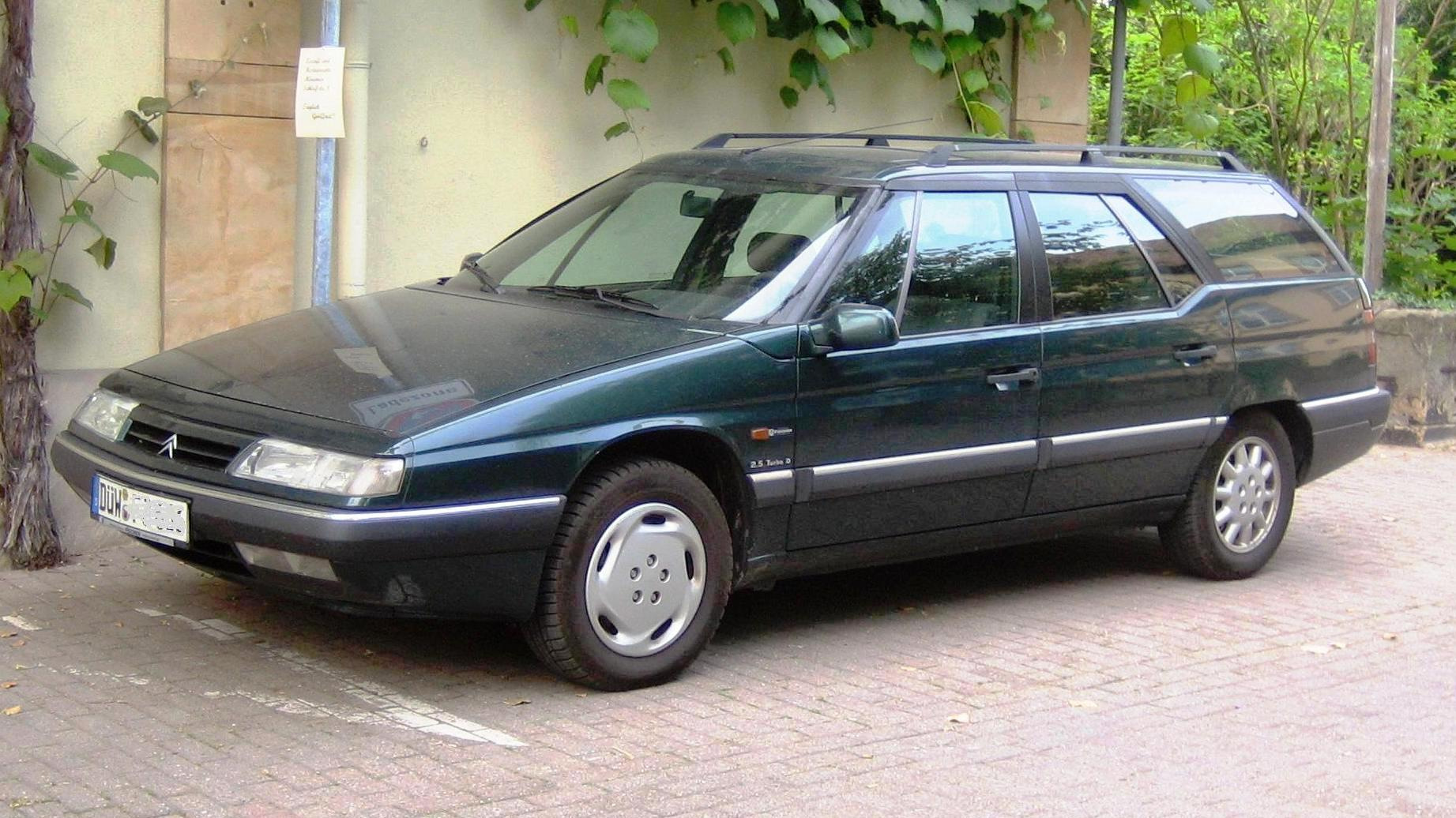
Citroën XM Break (1994-2000)

## Двигуни
| Модель         | Hubraum см³ | Циліндри  | Клапани   | Потужність кВт (к.с.) при об/хв | Крутний момент Нм при об/хв | Роки виробництва |
| Бензинові      | Бензинові   | Бензинові | Бензинові | Бензинові                       | Бензинові                   | Бензинові        |
| -------------- | ----------- | --------- | --------- | ------------------------------- | --------------------------- | ---------------- |
| 2.0            | 1998        | Р4        | 8         | 85 (115)/5800                   | 164/2250                    | 1989–1994        |
| 2.0 i          | 1998        | Р4        | 8         | 81 (110)/5600                   | 164/3500                    | 1989–1994        |
| 2.0 i          | 1998        | Р4        | 8         | 89 (121)/5600                   | 170/4000                    | 1989–1994        |
| 2.0 i 16V      | 1998        | Р4        | 16        | 97 (132)/5500                   | 180/4200                    | 1994–2000        |
| 2.0 i Turbo CT | 1998        | Р4        | 8         | 107 (145)/4400                  | 226/2200                    | 1992–1994        |
| 2.0 i Turbo CT | 1998        | Р4        | 8         | 108 (147)/5300                  | 235/2500                    | 1994–2000        |
| 3.0 i V6       | 2975        | V6        | 12        | 125 (170)/5600                  | 240/4600                    | 1989–1994        |
| 3.0 i V6       | 2963        | V6        | 12        | 123 (167)/5600                  | 235/4600                    | 1994–1996        |
| 3.0 i V6 24V   | 2975        | V6        | 24        | 147 (200)/6000                  | 260/3600                    | 1990–1994        |
| 3.0 i V6 24V   | 2963        | V6        | 24        | 147 (200)/6000                  | 260/3600                    | 1994–1996        |
| 3.0 i V6 24V   | 2946        | V6        | 24        | 140 (190)/5500                  | 267/4000                    | 1997–2000        |
| Дизельні       |             |           |           |                                 |                             |                  |
| 2.1 D          | 2138        | Р4        | 12        | 60 (82)/4600                    | 147/2000                    | 1989–1994        |
| 2.1 Turbo D    | 2088        | Р4        | 12        | 81 (110)/4300                   | 243/2000                    | 1989–1994        |
| 2.1 Turbo D    | 2088        | Р4        | 12        | 80 (109)/4300                   | 250/2000                    | 1994–2000        |
| 2.5 Turbo D    | 2446        | Р4        | 12        | 95 (129)/4300                   | 285/2000                    | 1994–2000        |

## Виробничі показники і послідовники
Незважаючи на те, було досягнуто виробництво 300000 автомобілів XM, продавався гірше за своїх попередників. Після припинення виробництва XM, його замінив C5 і залишився найбільшою моделлю Citroën до того часу, поки у 2005 році Citroën не випустив флагманську модель С6.